# جیسون داناوان
جیسون داناوان (انگلیسی: Jason Donovan؛ زاده ۱ ژوئن ۱۹۶۸) یک موسیقی‌دان اهل استرالیا است. وی از سال ۱۹۸۰ میلادی تاکنون مشغول فعالیت بوده‌است.
او در فیلم اسب‌بازی بازی کرده است.